# نوح یکم سامانی
نوح یکم سامانی (نوح بن نصر) معروف به امیر حمید و دارای کنیه ابومحمد (۳۴۳ – ۳۳۱ ه‍.ق) از پادشاهان سامانی بود.
نوح بن نصر در سال ۳۳۱ ه‍.ق به جای پدر در بخارا فرمانروای فرارود شد. روزگار فرمانروایی پرآشوبی داشت تا بدان‌جا که چند گاهی از تاج و تخت جدا شد اما دوباره مقام خویش را به دست آورد.
نوح همراه وشمگیر بن زیار بر گرگان چیره شد و در سال ۳۳۳ ه‍.ق به ری و اصفهان لشکر کشید.
از رویدادهای مهم دورهٔ او مخالفت ابوعلی احمد چغانی فرماندهٔ لشکر اوست که مرو و بخارا را در سال ۳۳۵ ه‍.ق فتح کرد و وزیر نوح، ابوالفضل محمد بن احمد سلمی مروزی ملقب به «حاکم جلیل» و «شمس‌الائمه» را کشت ولی پس از مدتی با نوح صلح کرد، اما چون در نبرد با بوییان کاری از پیش نبرد و با رکن‌الدوله صلح کرد از این‌رو نوح او را از خراسان عزل کرد ولی ابوعلی به کمک رکن‌الدوله منشور حکومت خراسان را از مطیع عباسی دریافت کرد و در سال ۳۴۳ نوح در بخارا درگذشت. وی به ابوالفضل بن احمد بن حمویه در جنگ آمل امان‌نامه داد.